# Jacinto Bergmann
Jacinto Bergmann (ur. 29 października 1951 w Alto Feliz) – brazylijski duchowny katolicki, arcybiskup Pelotas od 2011.

## Życiorys
20 października 1976 otrzymał święcenia kapłańskie. Inkardynowany do archidiecezji Porto Alegre, był m.in. dyrektorem miejscowego instytutu duszpasterskiego. Pracował także w Konferencji Episkopatu Brazylii jako koordynator duszpasterstwa młodzieży oraz podsekretarz ds. duszpasterskich.
8 maja 2002 został mianowany biskupem pomocniczym diecezji Pelotas, ze stolicą tytularną Ausuccura. Sakry biskupiej udzielił mu 14 lipca 2002 ówczesny biskup Pelotas - Jayme Henrique Chemello.
15 czerwca 2004 został mianowany ordynariuszem diecezji Tubarão. 
1 lipca 2009 papież Benedykt XVI mianował go ordynariuszem diecezji Pelotas. Po podniesieniu diecezji do rangi metropolii został w 2011 jej pierwszym arcybiskupem metropolitą.